# SV Волка
SV Волка (лат. SV Lupi) — одиночная переменная звезда в созвездии Волка на расстоянии (вычисленном из значения параллакса) приблизительно 37662 световых лет (около 11547 парсеков) от Солнца. Видимая звёздная величина звезды — от +15m до +13,5m.

## Характеристики
SV Волка — жёлтая пульсирующая переменная звезда типа RR Лиры (RRAB) спектрального класса G. Радиус — около 5,98 солнечных, светимость — около 22,9 солнечных. Эффективная температура — около 5187 K.